# 空爆大作戦
『空爆大作戦』（くうばくだいさくせん、伊題：La battaglia d'Inghilterra、英題：Eagles Over London）は、1969年に公開されたイタリア・スペイン・フランス合作の戦争映画である。同年公開の『空軍大戦略』に影響を受けているが、同作はバトル・オブ・ブリテンの流れそのものを描いているのに対して、本作はドイツ空軍支援のために送り込まれた工作員と、それを阻止せんとするイギリス軍将校との戦いを描くサスペンス作品である。 

## ストーリー
1940年5月、ナチス・ドイツの電撃戦によって、イギリス軍・フランス軍はダンケルクの海岸に追い詰められた。撤退のため橋を爆破する命令を受けたイギリス陸軍のスティーブンス大尉は、別行動をとっていた第1小隊が全滅させられているのを発見した。彼らは全員身分証と認識票を奪われており、傍らには見慣れぬ英兵の死体が横たわっていた。ドイツ兵がイギリス兵に化けて潜入していることを察した彼は、証拠として死体から袖章を持ち帰る。橋で待つマリガン軍曹ら部下のもとへ戻るスティーブンスは、偶然爆破に巻き込まれそうになったマーティン中尉を救う。しかし、実は彼こそが英兵に化けたドイツ軍工作員の一人であった。
ドイツ空軍による銃爆撃下のダンケルクから、命からがら英本土へと撤退したスティーブンスら一行。着の身着のままの帰還兵で溢れる桟橋で、スティーブンスは恋人のメグ中尉と再会した。一方、マーティンや指揮官クルーガー少佐ら潜入工作員も、イギリス在住の工作員シーラと合流する。早速スティーブンスは、周囲にスパイの存在を訴えるが全く相手にされない。やむを得ず、友人でメグの上司であるイギリス空軍のテイラー中将に相談する。彼も当初は半信半疑だったが、持ち帰った袖章が既にフランスで捕虜となったはずのハンプシャー連隊のものであることが分かり、軍上層部も事態の深刻さを認識した。テイラーは、スパイたちの目的は連日ドイツ空軍の襲撃を察知しているレーダー警戒網の破壊であると考えた。スティーブンスは、ダウディング大将から直々にスパイ摘発のため「バリアント(勇敢)」作戦の指揮を任される。
マーティンと再会したスティーブンスは彼を自宅に居候するように誘い、マーティンも承諾する。工作員の存在が認識され、軍人の身分確認が厳しくなったことを知ったクルーガーらは行動を始めた。イギリス兵を次々に殺し、軍服と身分証を奪っていく。また、メグがレーダー施設で働いていることを知ったマーティンは、シーラの経営するバーで秘かに彼女の入営許可証を写しとった。
スティーブンスは自由フランス空軍の兵士に化けた工作員を捕らえることに成功したが、彼は尋問前に毒薬で自殺してしまった。それでも、ドイツ空軍の動きからポーツマスのレーダー基地に工作員が潜入していることを突き止めた彼らは、基地へと急行する。そこでクルーガーらと遭遇し、銃撃戦の末数名を倒すが、結局クルーガー、マーティンら中心人物は逃走しレーダーも爆破されてしまう。
もはや捜査の手は迫りつつあった。秘密を守るため、クルーガーの命令によりシーラはマーティンの手で死んだ。マーティンはスティーブンスも殺すよう命じられる。もぬけの殻となったアジトを捜査したスティーブンスは、燃え残った身分証からマーティンの正体を知った。自宅でマーティンと対峙したスティーブンスは、彼を捕らえようと試みるが返り討ちにあい気を失ってしまう。だが、マーティンは彼を殺さずに立ち去った。命の恩人であり、僅かな時間とはいえ共に暮らした友人を手にかけることができなかったのだ。
その夜、ロンドンをはじめ諸都市はドイツ空軍の大編隊に攻撃された。とうとう イギリス本土上陸の準備が始まったのだ。イギリス空軍も全力で迎撃し、テイラーも陣頭指揮をとるが、敵機の数が多すぎて抑えきれない。テイラーは他の都市へ向かった友軍機を全てロンドン上空に集結させるように命じるが、直後、管制センターは空軍警察(RAFP)の警備を突破したクルーガーら工作員に占拠されてしまう。爆撃で半壊した自宅で目を覚ましたスティーブンスは、マリガン達部下を率いて管制センターへ急ぐ。イギリスを救うため、そしてマーティンと決着をつけるために。

## 登場人物
ポール・スティーブンス
イギリス陸軍大尉。本作の主人公。撤退する軍の殿として橋の爆破に向かうが、別働隊の様子を見に行ったところ、彼らが全滅しているのを目撃した。橋に戻った際、偶然爆破を知らずに通りかかったマーティンの命を救う。イギリス帰還後はバリアント作戦の指揮官としてスパイ捜索に奔走する。冷静で勘の働く性格。テイラーとは友人である一方、メグについて恋敵の関係でもある。
マーティン・ドノバン
イギリス陸軍中尉。橋の爆破を知らず通りかかったところ、間一髪でスティーブンスに助けられる。だが実際は、イギリス軍士官になりすましたドイツ軍の工作員。一緒にイギリス本土へ撤退した後は、スティーブンスの家に居候しつつクルーガー少佐ら工作員と英本土上陸作戦の邪魔になるレーダー施設破壊のため行動する。シーラとは諜報訓練の同期で恋人関係にある。正体を知ったマーティンを殺さないなど非情になりきれないところがあり、シーラには「心までイギリス人になっている」と評された。本名は不明。
ジョージ・テイラー
イギリス空軍中将。レーダー管制センターの責任者。スティーブンスとは階級を超えた友人であるが、部下のメグのことで揉めることもある。本編後半、自ら戦闘機隊の指揮を執り出撃する。
メグ
イギリス空軍中尉。本作のヒロイン。管制センター職員で、テイラーの部下。スティーブンスとテイラー双方から愛されており、両者の狭間で思い悩む。その感情を利用され、相談に乗るふりをしたマーティンに入営許可証を写し取られてしまう。
クルーガー
ドイツ軍工作員のリーダー。階級は少佐。本編序盤、スティーブンスの部下の小隊を全滅させ、身分証などを奪う。イギリスに潜入後はレーダー施設の破壊活動を指揮する。目的のためには手段を選ばない冷徹な性格で、身分を偽るためイギリス兵を殺すだけでなく、情報を守るため味方のシーラすら死ぬことを強要した。最後は管制センターでスティーブンスに射殺された。
シーラ
表向きはバーの女将だが、正体はドイツの工作員。他のイギリス在住の工作員と異なり、立場を利用して客の憲兵から捜査情報を得ることで唯一逮捕を免れていた。マーティンとは諜報訓練の同期で恋人関係にある。本編中盤、彼と共にバーでメグの許可証を写し取る。最後は捜査が迫ったことでクルーガーに死ぬように求められ、愛するマーティンの手で射殺された。
マリガン
イギリス陸軍軍曹。スティーブンスの部下。粗野な性格だが、常にスティーブンスや部下のベイカーを気に掛けるなど、仲間思いな人物。
ベイカー
イギリス陸軍伍長。スティーブンスの部下。いつもマリガンと一緒に行動している。どこか間が抜けた性格で、マリガンに度々叱られている。ただし臆病者ではなく、クライマックスの銃撃戦では負傷しながらも冗談を言う気丈さを見せた。
ジャック
フランス空軍大尉。ダンケルクの海岸でマリガンと喧嘩をした相手。撤退後は自由フランス軍に参加する。後にフランス空軍兵に化けた工作員を捜索中のマリガンと遭遇し再度喧嘩をするが、事情を知って和解した。本編後半の空中戦で戦死する。
ガストン
ジャックの同僚。一緒にイギリスへ撤退し自由フランス軍に参加するが、恋人に会いに行く途中クルーガーの部下に殺害され軍服を奪われてしまう。
ヒュー・ダウディング
イギリス空軍大将。実在の人物。ドイツ軍工作員の存在が明らかになった後、スティーブンスらに捜査を命じる。
中尉
スティーブンスの部下。名前は不明。本編序盤、第1小隊を率いて別行動を執るが、クルーガーら工作員に遭遇し味方と思い油断したところを射殺されてしまう。小隊員も皆殺しにされるが、その際1人だけ倒した工作員の死体が、スティーブンスに彼らの存在を教えることとなった。
ベントリー
イギリス陸軍憲兵隊(CMP)大尉。本編中盤、憲兵を率いてスティーブンスを支援する。
カメラマン
ダンケルク撤退のシーンに登場。爆撃の中、兵士達の様子を撮影する。撤退の船上や本土到着後のシーンにも僅かに登場している。

## 備考
- 本作はいわゆる「マカロニ・コンバット」の一つだが、それらの多くが特殊部隊やならず者部隊などの小規模な組織・戦いをテーマにしている中で異彩を放っている。イタリアでは「La battaglia d'Inghilterra(バトル・オブ・ブリテン)」の題名で公開され大ヒットを記録した。これはカステラーリ監督の初のヒット作であった。[1]
- 空中戦のシーンの多くは、ミニチュアを使った特撮とチネチッタのスタジオで撮影が行われた。そのため豊富な実機を使用して撮影された「空軍大戦略」と比べると迫力に欠ける点があるが、カステラーリ監督のファンであるクエンティン・タランティーノは、本作の手が込んだ特撮技術や独特のカメラワークを評価している[2]。
- 本作のロケは主にスペインとイギリスで行われた。スクランブルするイギリス空軍機はスペイン空軍が使用していたイスパノ HA 1112を使用して撮影されたが、本機は第二次世界大戦でドイツ空軍が使用したメッサーシュミット Bf109をライセンス生産したものであった。それに対応して、ドイツ空軍戦闘機役はイギリス空軍のスーパーマリン スピットファイアを使用したため、双方で敵国の戦闘機を使うという皮肉な映像になってしまった。
- カステラーリ監督は、本作以前からヴァン・ジョンソンを自らの映画に起用したいと思っていたが、すでに大物俳優であった彼と出演料が合わず断念していた。本作でようやく予算の都合がついたため出演が実現した[2]。
- 本作のダンケルク撤退のシーンは、1978年のイタリア映画「戦争と友情」に流用されている。公開当時、そのことを知らず夫妻で映画館に観に行ったカステラーリを驚かせた。「戦争と友情」は、他に「激戦地」「アルデンヌの戦い」からも戦闘シーンが流用されている（特に「激戦地」からの流用は本編の実に30%近くに及ぶ）[2]。

## キャスト
| 役名                       | 俳優                       | 日本語吹き替え | 日本語吹き替え |
| 役名                       | 俳優                       | 日本テレビ版   | 東京12ch版     |
| -------------------------- | -------------------------- | -------------- | -------------- |
| ポール・スティーブンス大尉 | フレデリック・スタフォード | 新田昌玄       | 羽佐間道夫     |
| ジョージ・テイラー中将     | ヴァン・ジョンソン         | 仁内達之       | 大木民夫       |
| マーティン・ドノバン中尉   | フランシスコ・ラヴァル     | 川合伸旺       | 小林勝彦       |
| メグ中尉                   | イヴリン・スチュワート     | 高橋ひろ子     |                |
| クルーガー少佐             | ルイジ・ピスティッリ       | 久米明         |                |
| シーラ                     | テレサ・ギンベラ           | 三枝みち子     |                |
| マリガン軍曹               | レンツォ・パルマー         | 藤本譲         |                |
| ジャック                   | ルイス・ダビラ             | 村越伊知郎     |                |
| イギリス将軍               | ジョージ・リゴー           | 平林尚三       |                |
| ドイツ将校                 | エドゥアルド・ファジャルド | 杉田俊也       |                |

- 日本テレビ版：初回放送1974年9月25日『水曜ロードショー』
  - その他声の出演：北村弘一、津嘉山正種、糸博、徳丸完、立壁和也、井口成人、若本紀昭
- 東京12ch版：初回放送1981年3月24日

## スタッフ
- 監督：エンツォ・G・カステラーリ
- 製作：エドモンド・アマティ
- 音楽：フランチェスコ・デ・マージ
- 脚本：エンツォ・G・カステラーリ/ヴィンセンツィオ・フラーミニ/ティト・カルピ/ジル・デュムラン